# Fruitboomkokermot
De fruitboomkokermot (Coleophora hemerobiella) is een vlinder uit de familie kokermotten (Coleophoridae). De wetenschappelijke naam is voor het eerst geldig gepubliceerd in 1763 door Scopoli.
De soort komt voor in Europa.